# Устье (Удомельский район)
Устье — деревня в Удомельском городском округе Тверской области.

## География
Деревня находится в северной части Тверской области на расстоянии приблизительно 25 км на северо-восток по прямой от железнодорожного вокзала города Удомля в 1 км на восток от восточного берега озера Кезадра.

## История
Деревня известна с 1551 года. В 1859 году была владением помещика Милюкова. Здесь было учтено дворов (хозяйств) 27 (1859 год), 63 (1886), 65 (1911), 54 (1961), 18 (1986), 15 (2000). В советский период истории здесь действовали колхозы «Красное Заречье», им. Ленина, «Смена» и «Луч». До 2015 года входила в состав Куровского сельского поселения до упразднения последнего. С 2015 года в составе Удомельского городского округа.

## Население
Численность населения: 203 человека (1859 год), 335 (1886), 364 (1911), 122(1961), 30 (1986), 23 (русские 100 %) в 2002 году, 20 в 2010.